# Hesperetuza
Hesperetuza (także Hesperaretuza; gr. Ἑσπερέθουσα Hesperethoúsa, łac. Hesperethusa; Hesperia, gr. Ἑσπερία Hespería, łac. Hesperia; Aretuza, gr. Ἀρέθουσα Aréthousa, łac. Arethusa) – w  mitologii greckiej jedna z Hesperyd, strażniczka jabłoni o złotych jabłkach.
Uchodziła za córkę Atlasa i Hesperii (lub Nyks) albo Zeusa i Temidy lub Forkosa i Keto. Była siostrą Erytei i Ajgle.
Mieszkała na zachodnich krańcach świata (w pobliżu Atlasu). Wraz z siostrami opiekowała się ogrodem bogów, w którym rosło drzewo (lub drzewa) rodzące złote jabłka, dar ślubny ofiarowany Herze przez Gaję.
Przyniesienie jabłek z ogrodu, którym opiekowały się Hesperydy, było jedenastą pracą herosa Heraklesa.